# Pietro Basadonna
Pietro Basadonna (Venezia, 17 settembre 1617 – Roma, 6 ottobre 1684) è stato un cardinale italiano.
Fu zio del cardinale Luigi Priuli e avo di Lodovico Manin, ultimo doge della Repubblica di Venezia.

## Biografia
Nato a Venezia da una famiglia di antica nobiltà, il giovane Pietro ricevette un'ottima educazione, e di lui si sa che fu abile grecista.
Nella sua città fu famoso oratore, e ricoprì gli incarichi di ambasciatore veneziano presso la corte di Spagna e presso la Santa Sede. Successivamente, fu onorato dal Maggior Consiglio con la prestigiosa nomina a Procuratore di San Marco.
Ottenne il cappello cardinalizio al concistoro del 12 giugno 1673, indetto da papa Clemente X, e ricevette la diaconia di Santa Maria in Domnica il 15 gennaio 1674. Lo stesso 12 giugno 1673 aveva ricevuto la dispensa papale per poter ricevere il cardinalato senza aver ancora ricevuto la tonsura, mentre il 21 giugno dello stesso anno ne ricevette una seconda che gli permise di prendere i voti fuori dal canonico periodo dei Quattro Tempora e senza porre intervalli tra essi; gli fu garantita una dispensa, infine, per aver partecipato ad attività criminalibus et bellicis.
Partecipò al conclave del 1676, dal quale risultò eletto Innocenzo XI.
Morì a Roma il 6 ottobre 1684, all'età di 67 anni. Le sue esequie si tennero l'8 ottobre seguente presso la Basilica di San Marco Evangelista al Campidoglio, all'interno della quale riposa tuttora.